# Lakehurst
Lakehurst é um distrito localizado no estado americano de Nova Jérsei, no Condado de Ocean.

## Demografia
Segundo o censo americano de 2000, a sua população era de 2522 habitantes.
Em 2006, foi estimada uma população de 2 674, um aumento de 152 (6,0%).

## Geografia
De acordo com o United States Census Bureau tem uma área de 2,6 km², dos quais 2,4 km² cobertos por terra e 0,2 km² cobertos por água. Lakehurst localiza-se a aproximadamente 23 m acima do nível do mar.

## Localidades na vizinhança
O diagrama seguinte representa as localidades num raio de 8 km ao redor de Lakehurst.